# Thomas Litz
Thomas Litz , né le 14 mars 1945 à Allentown (Pennsylvanie), est un patineur artistique américain, champion des États-Unis et vice-champion nord-américain en 1963.

## Biographie

### Carrière sportive
Thomas Litz est entraîné par Felix Kaspar et devient champion des États-Unis en 1963 à l'âge de 17 ans.
Il représente son pays à un championnat nord-américain (1963 à Vancouver où il conquiert la médaille d'argent derrière le canadien Donald McPherson), deux mondiaux (1963 à Cortina d'Ampezzo et 1964 à Dortmund) et aux Jeux olympiques d'hiver de 1964 à Innsbruck.
Il doit se retirer des mondiaux de 1963 en raison d'une entorse à la cheville. Il est reconnu comme étant le premier patineur à réussir le triple boucle piqué, un exploit qu'il accomplit aux mondiaux de 1964.
Il quitte le patinage amateur dès les mondiaux de 1964, à l'âge de 19 ans.

### Reconversion
Il poursuit une carrière d'entraîneur de patinage artistique à Lake Placid dans l'État de New York.

## Palmarès
| Compétition                     | 1963 | 1964 |
| Jeux olympiques d'hiver         |      | 6e   |
| Championnats du monde           | F    | 6e   |
| Championnats d'Amérique du Nord | 2e   |      |
| Championnats des États-Unis     | 1er  | 2e   |
| Légende : F = Forfait           |      |      |